# البحيرة السوداء
البحيرة السوداء هي بقية من بحيرة قديمة جفت لحدوث سببن مشتركين الأول متعلق بحفر بئر رئيسي بالقرب من الموقع سنة 1990، والثاني هو إنشاء الطريق الولائي رقم 109 الذي يربط بين مدينتي عنابة والقالة. وإلى الآن بقي المستنقع الأساسي معوضا للموقع القديم. وتعتبر البحيرة المحطة الثانية التي يحصى فيها النينوفر الأصفر.

## الموقع
تقع البحيرة السوداء بمحاذاة الطريق الولائي رقم 109 في المستجمع المائي "الشعبة الزرقاء"، متربعة على مساحة 5 هكتارات. تحيط بها كل من بلدية بريحان وتجمعي ريغية وبوثلجة من دائرتي بن مهيدي وبوثلجة بولاية الطارف.

## المميزات البيئية
تزدهي البحيرة السوداء قبل جفافها من كل عام بتركيبة جميلة من النينوفر الأصفر وهو النوع الذي لا نجده في مكان آخر سوى بحيرة الأوبيرا، كما أن البحيرة السوداء محاطة بغابة كثيفة من السنديان الفليني. غير أنه في سنة 1986 دمرت الحرائق مساحة كبيرة من الغابة بمجمل كبير من الغطاء النباتي الذي خسرته المنطقة.

### النباتات
سمحت الدراسات بالتعرف على أعداد كبيرة ومهمة من النباتات من مختلف العائلات التي نمت وأخرى لا تزال تنمو في وبالقرب من البحيرة السوداء، كالنغت الدبق (Alnus glutinosa) والقيصوب الجنوبي (Phragmites australis) والآس (Myrtus communis) والنينوفر الأصفر (Nuphar luteum)...

### الحيوانات
ومن جانب التنوع الحيواني فإن البحيرة السوداء ملجأ لعديد الحيوانات كالأيل البربري (Cervus elaphus barbarus) والضبع المخطط (Hyena hyena) والسمور (Herpestes ichneumon)...